# Роктайад (Од)
Роктайа́д (фр. Roquetaillade) — коммуна во Франции, находится в регионе Лангедок — Руссильон. Департамент коммуны — Од. Входит в состав кантона Куиза. Округ коммуны — Лиму.
Код INSEE коммуны — 11323.

## Население
Население коммуны на 2008 год составляло 215 человек.
| 1962 | 1968 | 1975 | 1982 | 1990 | 1999 | 2008 |
| ---- | ---- | ---- | ---- | ---- | ---- | ---- |
| 136  | 159  | 161  | 163  | 197  | 192  | 215  |

## Экономика
В 2007 году среди 130 человек в трудоспособном возрасте (15—64 лет) 81 была экономически активными, 49 — неактивными (показатель активности — 62,3 %, в 1999 году было 62,6 %). Из 81 активного работали 72 человека (41 мужчина и 31 женщина), безработных было 9 (4 мужчины и 5 женщин). Среди 49 неактивных 13 человек были учениками или студентами, 22 — пенсионерами, 14 были неактивными по другим причинам.